# جائحة فيروس كورونا في ألاباما 2020
شُخصت أول إصابة بكوفيد-19 في ولاية ألاباما الأمريكية في مارس 2020، وبحلول 47 يونيو 2020 كانت إدارة الصحة العامة في ألاباما قد أعلنت عن 20,166 إصابة مؤكدة بكوفيد-19 مع 688 حالة وفاة.

## خلفية
في 12 يناير 2020، أكدت منظمة الصحة العالمية عن ظهور فيروس كورونا المستجد كسبب للمرض التنفسي الذي أصاب مجموعة من الأشخاص في مدينة ووهان، مقاطعة خوبي، الصين، إذ أُبلغ عنهم إلى منظمة الصحة العالمية في 31 ديسمبر 2019. كانت نسبة الوفيات بين الحالات المُشخصة بكوفيد-19 أقل بكثير من جائحة فيروس سارس في عام 2003، لكن انتقال العدوى كان أكبر، والوفيات أيضًا.

## الاستعدادات في أوائل عام 2020
طلبت إدارة الصحة العامة في ولاية ألاباما من الكوادر الصحية إجراء اختبارات للمرضى الذين يعانون من أعراض شبيهة بالإنفلونزا وكانوا قد سافروا مؤخراً إلى ووهان، الصين. وأكدت الوكالة أن مراكز مكافحة الأمراض والوقاية منها تعتقد أن خطر كوفيد-19 على الشعب الأمريكي بشكل عام لا يزال منخفضاً في الوقت الحالي.
طلبت إدارة الصحة العامة في ألاباما في 4 فبراير من كل من سافر إلى الصين وعاد بعد تاريخ 22 يناير 2020 الاتصال بقسم الأمراض المعدية بمجرد وصولهم إلى ألاباما. ألقت كاي أيفي حاكمة الولاية في اليوم نفسه خطاباً عن حالة الولاية ولم تتطرَّق فيه نهائياً إلى كوفيد-19. أعلنت وزارة الصحة والخدمات الإنسانية الأمريكية في 21 فبراير أنها ستحول منشأة أنيستون لمركز للحجر الصحي لمرضى كوفيد-19، لكنَّ هذه الخطة ألغيت بعد يومين فقط.
أوصت إدارة الصحة العامة في ألاباما في 28 فبراير السكان بحماية أنفسهم من كوفيد-19 من خلال أخذ لقاح الإنفلونزا والالتزام بالاحتياطات الروتينية الأخرى.
نصحت إدارة الصحة العامة في ألاباما في 2 مارس السكان: بغسل الأيدي المتكرر، وتجنب لمس الوجه، وتغطية الفم أثناء السعال والعطاس، والبقاء في المنزل في حال وجود أعراض مشبوهة، واتباع توصيات التباعد الاجتماعي، وطلبت أيضاً من الجامعات تطبيق خطط معينة للتخفيف من انتشار المرض في الجامعات. أعلنت إدارة الصحة العامة في ألاباما في 5 مارس عن قدرة المختبرات الحكومية على إجراء اختبارات كوفيد-19. وفي 6 مارس شُكل فريق عمل ألاباما لمواجهة فيروس كورونا، وقالت الحاكمة آيفي: ليس هناك حاجة حالياً لإيقاف التجمعات والأحداث الكبيرة في الولاية، وطلبت من سكان ألاباما غسل اليدين المتكرر، تغطية الوجه أثناء السعال، وتجنب المصافحة.

## خط زمني لتفشي الوباء

### مارس

#### 12-16 مارس
أعلنت ولاية ألاباما عن أول إصابة مؤكدة بفيروس كورونا المستجد في 13 مارس لشخص سافر مؤخراً إلى إلينوي، وبحلول نهاية اليوم أبلغت الولاية عن ست حالات إضافية، وفي اليوم نفسه أعلنت الحاكمة أيفي حالة الطوارئ بسبب انتشار فيروس كورونا، وأعلنت عن إغلاق جميع المدارس من 18 مارس حتى 6 أبريل. سمحت الحاكمة أيفي في 15 مارس لمديري الوكالات الحكومية بالعمل من المنزل. وفي 16 مارس أعلنت إدارة الصحة العامة في ألاباما عن توصيات جديدة بشأن التجمعات العامة، ومحلات بيع الأغذية ومحلات البيع بالتجزئة والشركات، وأكدت منع التجمعات التي تزيد عن 50 شخصاً.

#### 18-20 مارس
أعلنت إدارة الصحة العامة في ولاية ألاباما حظر جميع التجمعات غير المتعلقة بالعمل والتي تضم أكثر من 25 شخص أو أي تجمعات غير متعلقة بالعمل لا يمكن خلالها الحفاظ على تباعد ستة أقدام بين المشاركين، بما في ذلك الشواطئ العامة والخاصة. قررت سلطات الولاية تأجيل الانتخابات في ألاباما إلى 14 يوليو. وفي 20 مارس استدعت الحاكمة أيفي 100 عنصر من الحرس الوطني في ألاباما للمساعدة في إجراءات التصدي لجائحة كوفيد-19، وقامت إدارة الصحة العامة في ألاباما بإصدار توصيات جديدة بشأن التجمعات العامة. وأعلنت جامعة أوبورن عن تأجيل حفل التخرج والتحول إلى التعليم عبر الإنترنت بالكامل بعد عطلة الربيع.

#### 22-25 مارس
أصدرت سلطات مدينة برمنغهام في 24 مارس أمراً بالبقاء في المنزل (حظر تجول كامل) حتى 3 أبريل. أعلنت الولاية عن أول حالة وفاة في مقاطعة جاكسون. أصدر عمدة مدينة توسكالوسا والت مادوكس قراراً بفرض حظر التجول على مستوى المدينة من الساعة العاشرة مساء حتى الخامسة صباحاً اعتباراً من 27 مارس حتى 3 أبريل.

#### 26-27 مارس
أعلنت الحاكمة أيفي في مؤتمر صحفي عقدته في 26 مارس أنها لن تصدر أمراً بالبقاء في المنازل، وقالت: لسنا لويزيانا، لسنا نيويورك، لسنا كاليفورنيا، ولم يحن الوقت لإصدار أمر لسكان الولاية للبقاء في البيوت. مددت سلطات مدينة توسكالوسا حظر التجول الكامل على مستوى المدينة لمدة 24 ساعة اعتباراً من 29 مارس الساعة العاشرة مساء، ومن المقرر أن يستمر حظر التجول أسبوعاً إضافياً، وجاء تمديد أمر الحجر الصحي في توسكالوسا بعد أن أصدر المدعي العام في ولاية ألاباما ستيف مارشال في نفس اليوم قراراً يمنح المدن والمقاطعات مزيداً من السلطة لإصدار قرارات لمكافحة كوفيد-19.
أمرت سلطات الولاية في 27 مارس بإغلاق جميع الشركات «غير الضرورية» في الولاية حتى 17 أبريل، مثل صالونات الحلاقة ومتاجر الأثاث وصالات الألعاب الرياضية والكازينوهات والمسارح والنوادي الليلية والصالونات والمنتجعات. رفضت الحاكمة أيفي مرة أخرى إصدار أمر للبقاء في المنازل على مستوى الولاية، قائلةً أنها تتحمل المسؤولية، وأنَّ علينا أن نراقب الوضع الاقتصادي بجدية، وأضافت أنها لن تعترض على قرارات الحجر الصحي على مستوى المقاطعات والمدن. أصدر عمدة مدينة مونتغمري ستيفن ريد قراراً بفرض حظر التجول إلى أجل غير مسمى ابتداءً من الساعة العاشرة مساءً حتى الساعة الخامسة صباحاً وذلك اعتباراً من 27 مارس. أعلنت وزارة العمل في ألاباما أن 59783 شخصاً قدموا طلبات إعانة البطالة من 22 مارس إلى 26 مارس، ما شكل خمسة أضعاف الطلبات المقدمة في الأسبوع السابق.
استمر رئيس الأساقفة توماس جون رودي من أبرشية موبايل، والأسقف روبرت جوزيف بيكر من أبرشية برمنغهام في تعليق القداس العام في ولاية ألاباما حتى 18 أبريل، وهو الأمر الذي يعني إلغاء قداس عيد الفصح في 12 أبريل، في قرارٍ وصفه رودي «بالمؤلم»، وكان الأسقف بيكر والأسقف رودي قد علقا القداس العام اعتباراً من 17 مارس.

#### 28-29 مارس
أعلن عن تأكيد انتشار الفيروس في ست دور رعاية في الولاية على الأقل في 28 مارس. أعلنت الحاكمة أيفي في 28 مارس أنَّ شركة أبل قد تبرعت بأكثر من 63 ألف قناع وجه من نوع N95 للكوادر الطبية في ولاية ألاباما. كان سكان منطقة أوبيليكا في تلك الفترة يقدمون مساعدات وخدمات متنوعة لدعم موظفي مستشفى شرق ألاباما، وهو المستشفى الوحيد الذي أعلن عن حالة وفاة بفيروس كورونا في ولاية ألاباما حتى ذلك الوقت.

### أبريل

#### 1-2 أبريل
كشفت بعض التوقعات التي نُشرت في 2 أبريل أن ولاية ألاباما ستُسجل رابع أعلى معدل وفيات بكوفيد-19 على مستوى الولايات المتحدة. واستجابةً لذلك أمرت الحاكمة أيفي بتشديد حالة الطوارئ الصحية المفروضة في الولاية منذ 23 مارس. وأمرت بتقديم تسهيلات لتجاوز الروتين ومنح تراخيص العمل لمقدمي الرعاية الصحية مثل الممرضات والقابلات ومساعدي الأطباء، ما يُعزز من قدرة مرافق الرعاية الصحية على التصدي لجائحة كوفيد-19، وسمحت للسجون المحلية بالإفراج المشروط عن السجناء وعن المحتجزين الذين ظلوا رهن الاحتجاز لأكثر من 20 يوماً بدون جلسة استماع.

#### 3-4 أبريل
أصدرت الحاكمة أيفي في 3 أبريل أمراً بالبقاء في المنازل على مستوى الولاية حتى 30 أبريل. أعلنت سلطات مقاطعة مونتغومري أنها تلقت 5,880 قناع جراحي من المخزون الوطني الاستراتيجي، ولكنها كانت منتهية الصلاحية منذ عام 2010، وبحسب عدة تقارير فقد كانت هذه الأقنعة جافة ومتعفنة وعديمة الفائدة.

#### 18-19 أبريل
أعلنت وكالة الصحة العامة في ولاية ألاباما عن تسجيل أكثر من 4600 إصابة مؤكدة بكوفيد-19 بالإضافة لتأكيد 146 وفاة ناتجة عن الفيروس حتى تاريخ 18 أبريل، وذلك بعد إجراء 42500 اختبار. وفي 19 أبريل بدأ الحرس الوطني في الولاية بإجراءات تعقيم دور الرعاية في جميع أنحاء الولاية.

### يونيو
أعلنت السلطات الصحية في الولاية عن تأكيد إصابة ما لا يقل عن خمسة لاعبي كرة قدم بجامعة ألاباما.

## تأثير الجائحة على الرياضة
أعلنت الرابطة الوطنية لرياضة الجامعات في 12 مارس عن إلغاء جميع بطولات الشتاء والربيع، وأهمها بطولة كرة السلة للرجال والنساء، ما أدى لإيقاف دوري الجامعات في ولاية ألاباما، وفي 16 مارس ألغت الرابطة الوطنية للناشئين ما تبقى من بطولات الشتاء بالإضافة لكامل بطولات الربيع الرياضية. وأُجلت كذلك دورة الألعاب العالمية 2021 التي كان من المقرر إقامتها في مدينة برمنغهام في 15-25 يوليو 2021 إلى 7-17 يوليو 2022.

## تأثير الجائحة على الفعاليات الأخرى
أعلن في 22 مارس عن تأجيل مؤتمر موبيكون الذي كان من المقرر عقده في موبيل في عطلة نهاية الأسبوع الأخيرة من مايو استجابة لتفشي وباء كوفيد-19. يجمع مؤتمر موبيكون كل عام مجموعة كبيرة من الممثلين والمؤلفين والفنانين من جميع أنحاء العالم للتفاعل مع بعضهم ومع معجبيهم والمشاركة في نشاطات مختلفة.